# Бакино (Александровский район)
Бакино — деревня в Александровском муниципальном районе Владимирской области России, входит в состав Андреевского сельского поселения.

## География
Деревня расположена в 10 км на юг от центра поселения села Андреевского и в 19 км на юго-восток от города Александрова.

## История
В архиве Троицкой лавры сохранилась копия с купчей крепости, по которой село Бакино с деревнями Дудкино, Самотекино, Бунково, Болховка и Татаринова, куплено в 1550 году Троице-Сергиевым монастырем у братьев Чулковых за 1300 рублей. Но в патриарших окладных книгах, начиная с 1629 года Бакино значится государевым дворцовым селом. Известия о церкви в селе Бакине восходят к началу XVII столетия, она упоминается в патриарших окладных книгах под 1628 годом как церковь Николы Чудотворца. В 1708 году при этой церкви значится поп Федор Григорьев и приходских дворов 169. В 1724 году за ветхостью церковь была перестроена и освящена во имя того же святого с приделом во имя святого Алексея человека Божьего. В 1799 году в Бакине значится также церковь во имя Николая Чудотворца с приделом во имя святого Алексея человека Божьего, деревянного здания об одном этаже. Вместо этой деревянной церкви в 1828 году прихожанами построена каменная церковь с такой же колокольнею. Престолов в церкви было три: в холодной во имя святого Николая Чудотворца и во имя святого Алексея человека Божьего, в приделе теплом во имя святых апостолов Петра и Павла.
В 1896 году приход состоял из села Бакина и деревень: Дудкина и Трускова, в коих числилось 590 душ мужского пола и 578 женского. В селе имелась земская народная школа, учащихся в 1892-93 году было 51
В годы Советской власти церковь в Бакине была полностью разрушена.
В XIX и первой четверти XX века село входило в состав Андреевской волости Александровского уезда. 
С 1929 года деревня являлась центром Бакинского сельсовета Александровского района, позднее — в составе Елькинского сельсовета.

## Население
| 1859 | 1897 | 1905 | 1926 | 2002 | 2010 | 2021 |
| ---- | ---- | ---- | ---- | ---- | ---- | ---- |
| 784  | ↗874 | ↗951 | ↘752 | ↘127 | ↘112 | ↗158 |